# Lista över fornlämningar i Varbergs kommun (Veddige)
Lista över fornlämningar i Varbergs kommun (Veddige) är en förteckning av ett urval av de fornlämningar som finns i Veddige i Varbergs kommun.
| Namn                           | Lämningstyp                 | Tillkomsttid | Historisk indelning | Plats | Läge                 | ID-nr          | Bild                                      |
| ------------------------------ | --------------------------- | ------------ | ------------------- | ----- | -------------------- | -------------- | ----------------------------------------- |
| Skans Kullagård (Veddige 7:1)  | Fästning/skans              |              | Veddige, Halland    |       | 57.258628, 12.331674 | 10151700070001 | Ladda upp en bild av detta fornminne      |
| Veddige 11:1                   | Stensättning                |              | Veddige, Halland    |       | 57.258987, 12.337405 | 10151700110001 | Ladda upp en bild av detta fornminne      |
| Veddige 16:1                   | Stensättning                |              | Veddige, Halland    |       | 57.274537, 12.325299 | 10151700160001 | Ladda upp en bild av detta fornminne      |
| Veddige 18:1                   | Stensättning                |              | Veddige, Halland    |       | 57.273307, 12.278714 | 10151700180001 | Ladda upp en bild av detta fornminne      |
| Moa gravfält (Veddige 19:1)    | Gravfält                    |              | Veddige, Halland    |       | 57.262014, 12.316164 | 10151700190001 | Ladda upp en bild av detta fornminne      |
| Veddige 21:1                   | Grav markerad av sten/block |              | Veddige, Halland    |       | 57.261089, 12.316798 | 10151700210001 | Ladda upp en bild av detta fornminne      |
| Rumpelösa kyrka (Veddige 24:1) | Stenkammargrav              |              | Veddige, Halland    |       | 57.260552, 12.308780 | 10151700240001 | Ladda upp en till bild av detta fornminne |
| Perse röse (Veddige 26:1)      | Röse                        |              | Veddige, Halland    |       | 57.278320, 12.267904 | 10151700260001 | Ladda upp en bild av detta fornminne      |
| Veddige 27:1                   | Stensättning                |              | Veddige, Halland    |       | 57.274312, 12.274746 | 10151700270001 | Ladda upp en bild av detta fornminne      |
| Veddige 27:2                   | Stensättning                |              | Veddige, Halland    |       | 57.274198, 12.274550 | 10151700270002 | Ladda upp en bild av detta fornminne      |
| Veddige 33:2                   | Hög                         |              | Veddige, Halland    |       | 57.267545, 12.300405 | 10151700330002 | Ladda upp en bild av detta fornminne      |
| Veddige 34:1                   | Stensättning                |              | Veddige, Halland    |       | 57.265639, 12.272519 | 10151700340001 | Ladda upp en bild av detta fornminne      |
| Veddige 35:1                   | Röse                        |              | Veddige, Halland    |       | 57.264928, 12.275252 | 10151700350001 | Ladda upp en bild av detta fornminne      |
| Veddige 36:1                   | Röse                        |              | Veddige, Halland    |       | 57.263186, 12.273196 | 10151700360001 | Ladda upp en bild av detta fornminne      |
| Veddige 37:1                   | Röse                        |              | Veddige, Halland    |       | 57.262713, 12.270839 | 10151700370001 | Ladda upp en bild av detta fornminne      |
| Veddige 38:1                   | Röse                        |              | Veddige, Halland    |       | 57.262794, 12.268914 | 10151700380001 | Ladda upp en bild av detta fornminne      |
| Veddige 39:1                   | Röse                        |              | Veddige, Halland    |       | 57.249793, 12.260001 | 10151700390001 | Ladda upp en bild av detta fornminne      |
| Veddige 41:1                   | Röse                        |              | Veddige, Halland    |       | 57.250771, 12.283585 | 10151700410001 | Ladda upp en bild av detta fornminne      |
| Veddige 46:1                   | Röse                        |              | Veddige, Halland    |       | 57.246761, 12.263680 | 10151700460001 | Ladda upp en bild av detta fornminne      |
| Veddige 50:1                   | Stensättning                |              | Veddige, Halland    |       | 57.253820, 12.316085 | 10151700500001 | Ladda upp en bild av detta fornminne      |
| Veddige 51:1                   | Röse                        |              | Veddige, Halland    |       | 57.253937, 12.318400 | 10151700510001 | Ladda upp en bild av detta fornminne      |
| Veddige 51:2                   | Stensättning                |              | Veddige, Halland    |       | 57.253811, 12.318587 | 10151700510002 | Ladda upp en bild av detta fornminne      |
| Veddige 51:3                   | Stensättning                |              | Veddige, Halland    |       | 57.253941, 12.318993 | 10151700510003 | Ladda upp en bild av detta fornminne      |
| Veddige 53:1                   | Stensättning                |              | Veddige, Halland    |       | 57.255365, 12.318397 | 10151700530001 | Ladda upp en bild av detta fornminne      |
| Veddige 54:1                   | Hällristning                |              | Veddige, Halland    |       | 57.258347, 12.322858 | 10151700540001 | Ladda upp en bild av detta fornminne      |
| Veddige 55:1                   | Stensättning                |              | Veddige, Halland    |       | 57.251974, 12.324832 | 10151700550001 | Ladda upp en bild av detta fornminne      |
| Veddige 56:1                   | Stensättning                |              | Veddige, Halland    |       | 57.255382, 12.315273 | 10151700560001 | Ladda upp en bild av detta fornminne      |
| Veddige 58:1                   | Hällristning                |              | Veddige, Halland    |       | 57.257867, 12.322993 | 10151700580001 | Ladda upp en bild av detta fornminne      |
| Veddige 58:2                   | Hällristning                |              | Veddige, Halland    |       | 57.257869, 12.322935 | 10151700580002 | Ladda upp en bild av detta fornminne      |
| Veddige 58:3                   | Hällristning                |              | Veddige, Halland    |       | 57.257845, 12.322994 | 10151700580003 | Ladda upp en bild av detta fornminne      |
| Veddige 59:1                   | Stensättning                |              | Veddige, Halland    |       | 57.258015, 12.321204 | 10151700590001 | Ladda upp en bild av detta fornminne      |
| Äggstenen (Veddige 71:1)       | Hällristning                |              | Veddige, Halland    |       | 57.286505, 12.377846 | 10151700710001 | Ladda upp en till bild av detta fornminne |
| Veddige 72:1                   | Fästning/skans              |              | Veddige, Halland    |       | 57.286386, 12.379889 | 10151700720001 | Ladda upp en bild av detta fornminne      |
| Veddige 75:1                   | Stenkammargrav              |              | Veddige, Halland    |       | 57.285386, 12.386443 | 10151700750001 | Ladda upp en bild av detta fornminne      |
| Veddige 76:1                   | Hällristning                |              | Veddige, Halland    |       | 57.288538, 12.393018 | 10151700760001 | Ladda upp en bild av detta fornminne      |
| Våen (Veddige 77:1)            | Röse                        |              | Veddige, Halland    |       | 57.290162, 12.407215 | 10151700770001 | Ladda upp en bild av detta fornminne      |
| Veddige 87:1                   | Stenkrets                   |              | Veddige, Halland    |       | 57.275963, 12.271030 | 10151700870001 | Ladda upp en bild av detta fornminne      |
| Veddige 92:1                   | Hög                         |              | Veddige, Halland    |       | 57.337905, 12.389587 | 10151700920001 | Ladda upp en bild av detta fornminne      |
| Veddige 154:1                  | Stensättning                |              | Veddige, Halland    |       | 57.258288, 12.324108 | 10151701540001 | Ladda upp en bild av detta fornminne      |
| Veddige 157:1                  | Stensättning                |              | Veddige, Halland    |       | 57.253567, 12.317499 | 10151701570001 | Ladda upp en bild av detta fornminne      |
| Veddige 157:2                  | Stensättning                |              | Veddige, Halland    |       | 57.253736, 12.317901 | 10151701570002 | Ladda upp en bild av detta fornminne      |
| Veddige 158:1                  | Stensättning                |              | Veddige, Halland    |       | 57.254315, 12.319399 | 10151701580001 | Ladda upp en bild av detta fornminne      |
| Veddige 159:1                  | Stensättning                |              | Veddige, Halland    |       | 57.250592, 12.313914 | 10151701590001 | Ladda upp en bild av detta fornminne      |
| Veddige 160:1                  | Stensättning                |              | Veddige, Halland    |       | 57.249942, 12.311428 | 10151701600001 | Ladda upp en bild av detta fornminne      |
| Veddige 166:1                  | Stensättning                |              | Veddige, Halland    |       | 57.258341, 12.277116 | 10151701660001 | Ladda upp en bild av detta fornminne      |
| Veddige 167:1                  | Stensättning                |              | Veddige, Halland    |       | 57.258056, 12.276208 | 10151701670001 | Ladda upp en bild av detta fornminne      |
| Veddige 168:1                  | Grav markerad av sten/block |              | Veddige, Halland    |       | 57.261933, 12.313778 | 10151701680001 | Ladda upp en bild av detta fornminne      |
| Veddige 168:2                  | Grav markerad av sten/block |              | Veddige, Halland    |       | 57.262014, 12.313950 | 10151701680002 | Ladda upp en bild av detta fornminne      |
| Veddige 169:1                  | Gravfält                    |              | Veddige, Halland    |       | 57.261602, 12.315045 | 10151701690001 | Ladda upp en bild av detta fornminne      |
| Veddige 170:1                  | Hög                         |              | Veddige, Halland    |       | 57.261343, 12.315994 | 10151701700001 | Ladda upp en bild av detta fornminne      |
| Veddige 173:1                  | Stensättning                |              | Veddige, Halland    |       | 57.257563, 12.266949 | 10151701730001 | Ladda upp en bild av detta fornminne      |
| Veddige 175:1                  | Stensättning                |              | Veddige, Halland    |       | 57.258888, 12.269184 | 10151701750001 | Ladda upp en bild av detta fornminne      |
| Veddige 179:1                  | Stensättning                |              | Veddige, Halland    |       | 57.272105, 12.286166 | 10151701790001 | Ladda upp en bild av detta fornminne      |
| Veddige 179:2                  | Stensättning                |              | Veddige, Halland    |       | 57.272112, 12.286381 | 10151701790002 | Ladda upp en bild av detta fornminne      |
| Veddige 183:1                  | Stenkrets                   |              | Veddige, Halland    |       | 57.273090, 12.280183 | 10151701830001 | Ladda upp en bild av detta fornminne      |
| Veddige 222:1                  | Röse                        |              | Veddige, Halland    |       | 57.264732, 12.352372 | 10151702220001 | Ladda upp en bild av detta fornminne      |
| Veddige 229:1                  | Hällristning                |              | Veddige, Halland    |       | 57.236871, 12.248040 | 10151702290001 | Ladda upp en bild av detta fornminne      |
| Veddige 240:1                  | Stenkammargrav              |              | Veddige, Halland    |       | 57.292647, 12.392774 | 10151702400001 | Ladda upp en bild av detta fornminne      |
| Veddige 258:1                  | Grav- och boplatsområde     |              | Veddige, Halland    |       | 57.259912, 12.318360 | 10151702580001 | Ladda upp en bild av detta fornminne      |
| Veddige 326                    | Gravfält                    |              | Veddige, Halland    |       | 57.268314, 12.291436 | 12000000080161 | Ladda upp en bild av detta fornminne      |
| Veddige 330                    | Stensättning                |              | Veddige, Halland    |       | 57.267136, 12.341573 | 12000000091583 | Ladda upp en bild av detta fornminne      |
| Veddige 331                    | Stensättning                |              | Veddige, Halland    |       | 57.267035, 12.341279 | 12000000091584 | Ladda upp en bild av detta fornminne      |
| Veddige 332                    | Stensättning                |              | Veddige, Halland    |       | 57.266801, 12.341000 | 12000000093774 | Ladda upp en bild av detta fornminne      |